# نامه‌ای به سه همسر
نامه‌ای به سه همسر (به انگلیسی: A Letter to Three Wives) فیلمی ۱۰۳ دقیقه‌ای به کارگردانی جوزف ال. منکیه‌ویچ با بازی آنوک آمه محصول کشور ایالات متحده آمریکا است.